# Hemelytroblatta longipes
Hemelytroblatta longipes är en kackerlacksart som först beskrevs av Lucien Chopard 1929.  Hemelytroblatta longipes ingår i släktet Hemelytroblatta och familjen Polyphagidae.
Artens utbredningsområde är Iran. Inga underarter finns listade i Catalogue of Life.